# Zoran Kalinić
Zoran Kalinić, född 20 juli 1958 i Subotica i Jugoslavien, är en jugoslavisk bordtennisspelare och tidigare världs- och europamästare i dubbel.
Kalinić spelade sitt första världsmästerskap 1977 och 1995, 19 år senare, sitt 10:e och sista. Under sin karriär tog han 4 medaljer i VM, varav 1 guld och 3 silver.
Han deltog i två OS, båda gångerna åkte han ut i första omgången i singelspelet. 

## Meriter
- Bordtennis VM
  - 1977 i Birmingham
    - 8:e plats med det jugoslaviska laget

  - 1979 i Pyongyang
    - 9:e plats med det jugoslaviska laget

  - 1981 i Novi Sad
    - 7:e plats med det jugoslaviska laget

  - 1983 i Tokyo
    - 1:a plats dubbel (med Dragutin Surbek)
    - 9:e plats med det jugoslaviska laget

  - 1985 i Göteborg
    - 6:e plats med det jugoslaviska laget

  - 1987 i New Delhi
    - 4:e plats med det jugoslaviska laget

  - 1989 i Dortmund
    - 2:a plats dubbel (med Leszek Kucharski)
    - 2:a plats mixed dubbel  (med Gordana Perkucin)
    - 13:e plats med det jugoslaviska laget

  - 1991 i Chiba
    - 2:a plats med det jugoslaviska laget

  - 1995 i Tianjin
    - 7:e plats med det jugoslaviska laget
- Bordtennis EM
  - 1980 i Bern
    - kvartsfinal mixed dubbel

  - 1982 i Budapest
    - 1:a plats dubbel (med Dragutin Surbek)
    - kvartsfinal mixed dubbel

  - 1984 i Budapest
    - kvartsfinal singel
    - 1:a plats dubbel (med Dragutin Surbek)

  - 1986 i Prag
    - 3:e plats dubbel (med Dragutin Surbek)
    - kvartsfinal mixed dubbel

  - 1990 i Göteborg
    - kvartsfinal dubbel

  - 1994 i Birmingham
    - 1:a plats dubbel (med Calin Kreanga)

  - 1996 i Bratislava
    - 3:e plats dubbel (med Calin Kreanga)
- Europa Top 12
  - 1980 i München: 12:e plats
  - 1982 i Nantes: 7:e plats
  - 1983 i Cleveland: 8:e plats
  - 1984 i Bratislava: 7:e plats
  - 1985 i Barcelona: 10:e plats
  - 1988 i Ljubljana : 11:e plats
- Balkan Championships - guldmedaljer
  - Singel - 1980, 1982, 1983, 1985
  - Dubbel – 1979, 1982, 1991
  - Mixed dubbel – 1980, 1981, 1982, 1983, 1985
  - Lag -  1976, 1977, 1978, 1979, 1980, 1981, 1982, 1983, 1985